# 부산시티투어버스

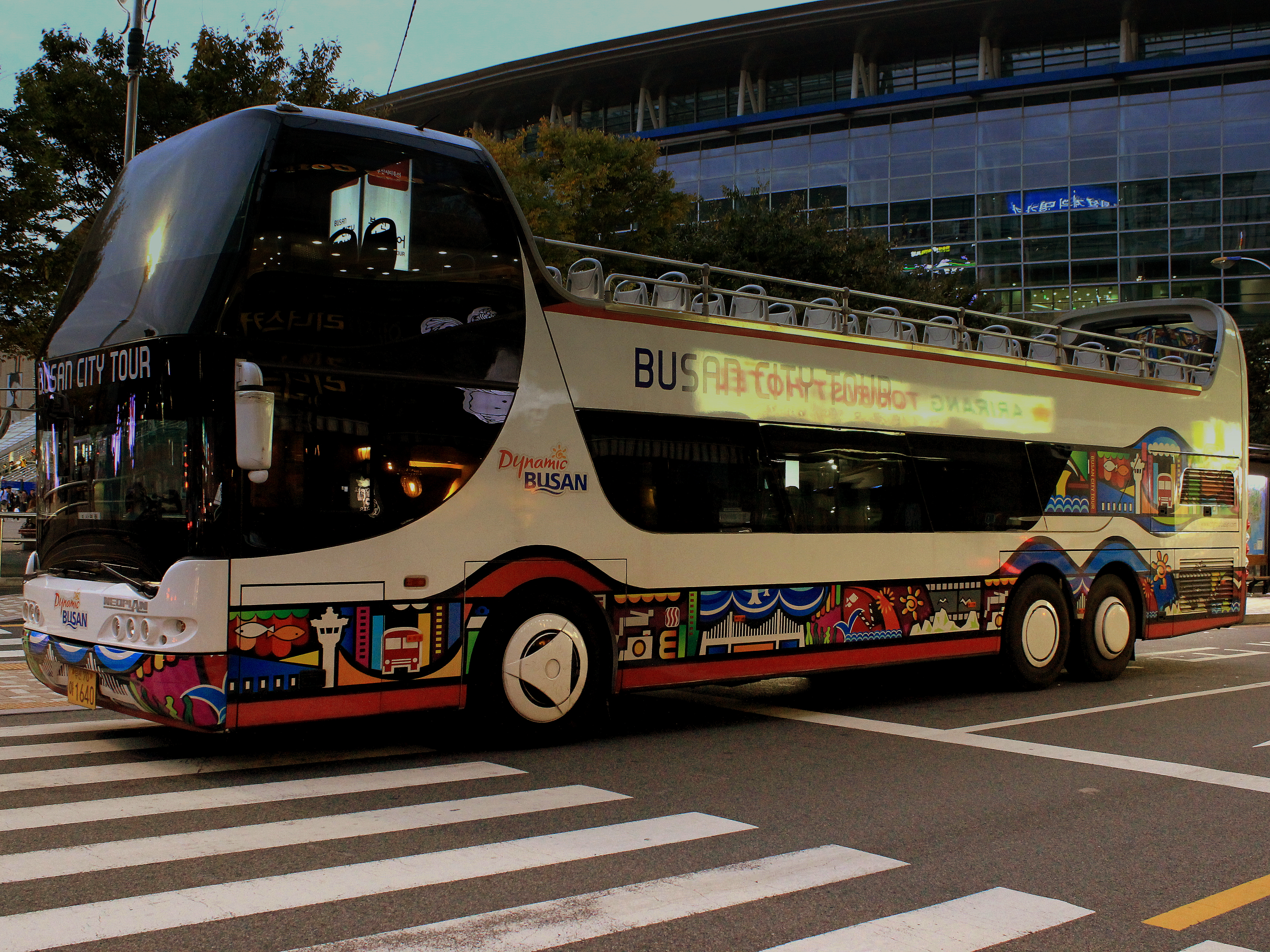
부산시티투어 버스

부산 시티투어버스는 부산광역시의 주요 관광지를 둘러볼 수 있는 시티투어 버스 노선이다. KTX와 연계하기 위해 모두 부산역 근처 아리랑관광호텔 맞은편 부산시티투어 정류장에서 출발한다.

## 역사
부산시티투어버스는 2002년 월드컵과 아시아경기대회 등의 각종 국제대회를 앞두고 외국 관광객이 부산을 쉽게 여행할 수 있게 하기 위해 운행을 시작하였다. 본래 3월말부터 운행할 예정이었으나 실제 운행은 5월 17일부터 본격 개시되었다. 운행은 새부산관광에서 운행을 시작하였으나 2004년 4월 1일부터 KTX가 운행되면서 이와 연계 운행을 하면서 운행 회사를 아름관광으로 변경하였다. 2006년 8월부터는 부산광역시가 출자한 회사인 부산관광개발에서 운행을 맡게 되었으며 2012년에 부산관광공사가 출범하면서 2013년 1월 1일부터 부산관광공사가 운영하고 있다. 이후 2015년 7월 14일부터 태종대코스를 민간 사업자인 태영버스에 이양했다.

## 운행 노선 목록
아래는 부산광역시 시티투어버스의 노선 목록이다. 시티투어버스라는 특징 상 경유지와 정차하는 모든 정류소를 열거하였다.
| 노선 번호       | 운행업체     | 운행구간 | 운행구간 | 운행구간 | 경유지 | 배차    | 비고                                                               |
| --------------- | ------------ | -------- | -------- | -------- | --- | ------- | ------------------------------------------------------------------ |
| 레드라인 (1)    | 부산관광공사 | 부산역   | ↔        | 해운대   | 부산항대교(경유), UN기념공원, 부산박물관, 용호만유람선터미널, 광안리해수욕장, 아르피나, 마린시티, 동백섬, 해운대해수욕장, 센텀시티, 영화의 전당, 시립미술관·벡스코, 광안대교(경유), 평화공원, 부산항대교(경유), 광복로                                              | 30분    | 부산역 출발 09:30~16:30                                            |
| 블루라인 (2)    | 부산관광공사 | 해운대   | ↔        | 용궁사   | 달맞이길, 송정해수욕장, 수산과학관·해동용궁사, 오시리아관광단지, 국립부산과학관, 송정역, 시립미술관·벡스코 | 20~50분 | 해운대 출발 10:20~15:50 첫차 3회 부산역 출발, 막차 3회 부산역 종착 |
| 그린라인 (3)    | 부산관광공사 | 용호만   | ↔        | 오륙도   | | 40~60분 | 용호만 출발 10:00~17:20                                            |
| 점보버스        | 태영버스     | 부산역   | ↔        | 태종대   | 영도대교, 흰여울문화마을, 하늘전망대, 75광장, 태종대, 국립해양박물관, 부산항대교(경유), 오륙도, 용호만유람선터미널, 평화공원, 부산항대교·남항대교(경유), 송도해수욕장, 송도구름산책로, 남포동BIFF광장·국제시장, 자갈치시장                                          | 30분    | 부산역 출발 09:00~18:00                                            |
| 만디버스        | 태영버스     | 부산역   | ↔        | 산복도로 | 영도대교, 흰여울문화마을, 송도해수욕장, 송도구름산책로, 감천문화마을, 아미문화학습관, 누리바라기전망대, 국제시장·부평야시장, 용두산공원, 보수동 책방골목, 석당박물관, 닥밭골행복마을, 금수현의 음악살롱, 산리마을회관, 민주공원, 이바구공작소, 유치환의 우체통      | 30분    | 부산역 출발 09:00~18:00                                            |
| 낙동강 에코버스 | 태영버스     | 사상역   | ↔        | 을숙도   | 서부시외버스터미널, 구포역, 구포시장, 덕천역, 수정역, 화명롯데마트, 부산어촌민속관, 화명생태공원 수상레포츠타운, 화명생태공원, 삼락생태공원 중앙광장, 삼락생태공원 연꽃단지, 을숙도문화회관, 을숙도선착장, 낙동강하구에코센터, 노을정, 다대포해수욕장, 아미산전망대 | 30분    | 사상역 출발 09:00~18:00                                            |

## 운행 회사
- 부산관광공사
- 태영버스